# 쑨젠
쑨젠(중국어 간체자: 孙坚, 정체자: 孫堅, 병음: Sun Jian, 한자음: 손견, 1983년 5월 23일 ~ )은 중국의 영화 배우이다. 1983년 중국에서 출생하였고 2007년 명장에 출연함으로써 영화배우로 데뷔하였다. 삼국지의 오나라 시조 손견과 동명이인이다.

## 출연작
신인배우인 관계로 출연작은 많지 않다.
- 명장(2007)
- 무해가격지 남색몽상(2012)
- 대숙, 아애니(2013)